# Pioneer, Ohio
Pioneer är en ort i Williams County, Ohio, USA.